# Âncache
Âncache (Áncash) é uma das 25 regiões do Peru, sua capital é a cidade de Huaraz.

## Lista de províncias
Capital entre parênteses:
1. Aija (Aija)
2. Antonio Raimondi (Llamellín)
3. Asunción (Chacas)
4. Bolognesi (Chiquián)
5. Carhuaz (Carhuaz)
6. Carlos Fermín Fitzcarrald (San Luis)
7. Casma (Casma)
8. Corongo (Corongo)
9. Huaraz (Huaraz)
10. Huari (Huari)
11. Huarmey (Huarmey)
12. Huaylas (Caraz)
13. Mariscal Luzuriaga (Piscobamba)
14. Ocros (Ocros)
15. Pallasca (Cabana)
16. Pomabamba (Pomabamba)
17. Recuay (Recuay)
18. Santa (Chimbote)
19. Sihuas (Sihuas)
20. Yungay (Yungay)

## Galeria

Bandeira
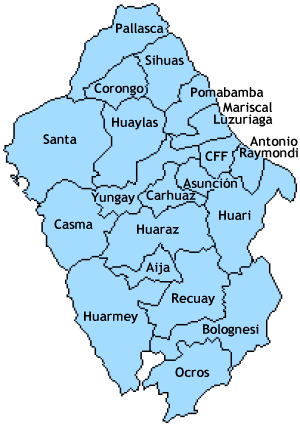
Mapa das províncias